# Little Thunder
Little Thunder (Lakota Wakíŋyaŋ Čík'ala, * um 1820; † 1879) war ein Brulé Lakota (Wazhazha band).

## Leben
Nach dem Tode Conquering Bears infolge des Grattan-Massakers 1854, übernahm Little Thunder die Führung der Brulé-Gruppe. Little Thunder wurde um 1820 geboren. Körperlich war Little Thunder mit einer Länge von über 1,90 Meter für damalige Verhältnisse ein Gigant. Darüber hinaus sprach man ihm eine überragende Intelligenz zu. 1855 wurde Little Thunder mit seiner Gruppe von rund 250 Brulé Lakota Opfer des U.S. Rachefeldzuges unter General William S. Harney. Mit 600 Männern griff Harney am 3. September 1855 das Lager der Indianer am Blue Water Creek im westlichen Nebraska an. Unter den führenden Persönlichkeiten der Little-Thunder-Gruppe fiel insbesondere Spotted Tail auf, der mit dem Mut der Verzweiflung versuchte, dem Angriff Harneys etwas entgegenzusetzen, um Zeit für die Flucht der Frauen und Kinder zu gewinnen. Dennoch fielen 86 Indianer, in der Mehrzahl Frauen, Kinder und alte Leute, diesem Angriff der US-Amerikaner zum Opfer. Rund 70 Frauen und Kinder wurden gefangen genommen. Little Thunder und Spotted Tail überlebten den Kampf schwer verletzt.

## Little Thunder trifft Richard Francis Burton
Im Winter 1855 forderte Harney Little Thunder auf, an Friedensverhandlungen in Fort Pierre teilzunehmen. Little Thunder und seine Friedensfraktion kamen der Aufforderung nach und unterzeichneten einen Vertrag, der jedoch nicht vom Senat der Vereinigten Staaten ratifiziert wurde. In den Folgejahren wurde Little Thunder seitens der US-Amerikaner als Oberhäuptling der Brulé-Sioux angesehen. Der englische Reisejournalist Richard Francis Burton traf 1860 mit Little Thunder bei Fort Laramie zusammen. Burton gegenüber beklagte sich der alte Häuptling, dass die in 1851 vertraglich zugesicherten Lebensmittellieferungen vom damaligen Agenten veruntreut würden.
In späteren Jahren siedelte Little Thunder mit der Ring (Thunder)-Band am Cut Meat Creek auf der Rosebud-Reservation. Little Thunders Enkel Frank berichtete George E. Hyde, dass Little Thunder um 1879 in Milk’s Camp auf der Rosebud Indian Reservation, South Dakota gestorben war.

## Familienverhältnisse
- Vater: Black Moon oder Häuptling Big Thunder
- Mutter: unbekannt
- Geschwister: Mindestens fünf Brüder, die jedoch um 1843 alle von den Pawnees getötet wurden.